# Paul Rudish
Paul Rudish (né le 27 septembre 1968) est un animateur, écrivain et acteur vocal américain, connu à l’origine pour son travail d’art, d’écriture et de design pour Cartoon Network Studios et leur chaîne télé sur des séries créées par Genndy Tartakovsky. Il a ensuite coréalisé la série Sym-Bionic Titan et, en 2013, il a développé, écrit, scénarisé, produit de façon exécutive et réalisé une reprise de dessins animés courts de Mickey Mouse. Il a aussi participé au Laboratoire de Dexter, My Little Pony : Les amies, c'est magique et Star Wars: Clone Wars (la version de 2003-2005).

## Sa vie et sa Carrière
Le père de Paul, Rich Rudish, a créé le personnage Rainbow Brite pour Hallmark et a été directeur artistique du film d’animation de 1985 Blondine au pays de l'arc-en-ciel (Rainbow Brite And The Star Stealer en VO). Paul s’est aussi lancé dans l’animation, étudiant dans le programme Animation de personnages du California Institute of the Arts.
Rudish a fait de la conception de personnages et du storyboard au début de sa carrière, notamment pour Batman, la série animée de 1992 crée par Bruce Timm et Paul Dini pour la Warner Bros.. Lorsque Cartoon Network a commencé à produire de nouveaux spectacles sous le nom de Cartoon Network Studios, il a rapidement pris de nouveaux rôles dans des séries créées par Genndy Tartakovsky et Craig McCracken. Il a écrit, conçu des personnages ou réalisé des œuvres d’art pour des épisodes de séries, notamment Le Laboratoire de Dexter, Les Supers Nanas et Samouraï Jack. Il est passé à la réalisation artistique pour toute la production de la mini-série Star Wars: Clone Wars de 2003.
En 2010, Rudish a obtenu son premier crédit de co-créateur pour la série Sym-Bionic Titan, qu’il a co-créé avec Tartakovsky et le scénariste de Samurai Jack Bryan Andrews. Il a écrit la série et a également conçu les personnages et Sym-Bionic Unités. À peu près au même moment, il a fourni l’art de développement pour la première et la deuxième saison d’ouverture de My Little Pony : Les amies, c'est magique.
Le projet suivant de Rudish le voit travailler avec des personnages non créés par lui, Tartakovsky ou McCracken : Mickey Mouse. Rudish a créé, produit et réalisé une nouvelle série d’épisodes de 3,5 minutes intitulée simplement Mickey Mouse. La série utilise les dessins de personnages et les personnalités des premiers shorts Mickey, Donald Duck et Dingo, même en utilisant des personnages moins connus tels que Clarabelle. Beaucoup de courts métrages utilisent une structure d’histoire classique dans laquelle Mickey doit surmonter une série d’obstacles pour atteindre un objectif apparemment simple, bien que certains mettent en évidence les aspects plus ludiques de l’animation, tels que le premier épisode Pique-Nique à la plage ou la capacité des personnages à détacher et à rattacher leurs oreilles (avec surdité temporaire) dans Au pied, les oreilles. Malgré la sensation rétro, les développeurs ont utilisé des techniques et des outils d’animation modernes. De plus, ils ont mis à jour certains éléments, notamment les arrière-plans vifs et détaillés et l’animation super-lisse dans des scènes au rythme rapide. Ils ont également pris des risques stylistiques, en basant certains épisodes entièrement dans des pays étrangers. Dans la plupart d’entre eux, les personnages parlent peu, voire pas du tout, tandis que dans "Croissant de Triomphe", situé à Paris, les personnages parlent entièrement en français.

## Récompenses
Rudish a reçu un certain nombre de nominations aux prix Emmy et Annie, remportant trois Emmys et une Annie. Il a partagé les victoires d’Emmy pour le Primetime Emmy Award du meilleur programme d'animation en 2004 et 2005 pour Star Wars: Clone Wars avec le personnel de production de cette série, gagnant également des nominations pour Le Laboratoire de Dexter et Samouraï Jack. En 2013, il a remporté pour le Programme d'animation court-métrage exceptionnel pour l’épisode de Mickey Mouse "Croissant de Triomphe". Il a également reçu des nominations Annie en 1994 pour la meilleure réalisation individuelle pour l’excellence artistique dans le domaine de l’animation pour un épisode de Bêtes comme chiens et en 2003 pour la conception exceptionnelle de caractère dans une production télévisée animée pour l’épisode des Super Nanas Membre seulement.

## Filmographie

### Réalisateur
- 1996-2003 : Le Laboratoire de Dexter ( Dexter's Laboratory) (série télévisée)
- 2013-2019 : Mickey Mouse (série télévisée)

### Scénariste
- 1993-1995 : Bêtes comme chien (2 Stupid Dogs, 1993–1995) (série télévisée)
- 1996-2003 : Le Laboratoire de Dexter ( Dexter's Laboratory) (série télévisée)
- 1999 : Le Laboratoire de Dexter : Ego Trip (Dexter's Laboratory: Ego Trip) (Téléfilm)
- 1998-2005 : Les Supers Nanas (The Powerpuff Girls) (série télévisée)
- 2001-2004 : Samouraï Jack (série télévisée)
- 2001 : Samurai Jack : The Premiere Movie (Téléfilm)
- 2002 : Les Supers Nanas, le film (The Powerpuff Girls, le film) (Téléfilm)
- 2003-2005 : Star Wars: Clone Wars (série télévisée)
- 2010-2011 : Sym-Bionic Titan (série télévisée)
- 2013-2019 : Mickey Mouse (série télévisée)
- 2020-En cours : Le Monde Merveilleux de Mickey (The Wonderful World of Mickey ) (série télévisée)

### Producteur
- 2013-2019 : Mickey Mouse (série télévisée)
- 2020-En cours : Le Monde Merveilleux de Mickey (The Wonderful World of Mickey ) (série télévisée)

### Département Artistique
- 1993-1995 : Bêtes comme chien (2 Stupid Dogs, 1993–1995) (série télévisée)
- 1996-2003 : Le Laboratoire de Dexter ( Dexter's Laboratory) (série télévisée)
- 1999 : Le Laboratoire de Dexter : Ego Trip (Dexter's Laboratory: Ego Trip) (Téléfilm)
- 1998-2005 : Les Supers Nanas (The Powerpuff Girls) (série télévisée)
- 2001-2004 : Samouraï Jack (série télévisée)
- 2001 : Samurai Jack : The Premiere Movie (Téléfilm)
- 2002 : Les Supers Nanas, le film (The Powerpuff Girls, le film) (Téléfilm)
- 2003-2005 : Star Wars: Clone Wars (série télévisée)
- 2006 : Korgoth de Barbaria (Téléfilm)
- 2010-2011 : Sym-Bionic Titan (série télévisée)
- 2010-2011 : My Little Pony : Les amies, c'est magique (My Little Pony: Friendship Is Magic) (série télévisée)
- 2012 : Tron : La Révolte (Tron: Uprising) (série télévisée)
- 2013-2019 : Mickey Mouse (série télévisée)

## Sources
- (en) Cet article est partiellement ou en totalité issu de l’article de Wikipédia en anglais intitulé « Paul Rudish » (voir la liste des auteurs).
- Biographie sur StarWars.com
- Rich Rudish sur le site de la bibliothèque du Congrès, avec 3  entrées    (père)